# Nociceptor
Nociceptor é um receptor sensorial que envia sinal causando a percepção da dor em resposta a um estímulo que possui potencial de dano. Nociceptores são terminações nervosas responsáveis pela nocicepção. A nocicepção é uma das duas possíveis manifestações de dor persistente. A outra manifestação de dor persistente é a dor neuropática que ocorre quando nervos no sistema nervoso central ou periférico não estão funcionando corretamente.
Os nociceptores silenciosos são receptores inativos e não captam, respondem ou sentem estímulos normais. Somente quando estimulados por uma ameaça em potencial ao organismo humano, eles desencadeiam o reflexo da dor.

## História
Os nociceptores foram descobertos por Sir Charles Sherrington em 1906. Sherrington foi um Fisiologista que focou a maior parte dos seus estudos em Neurofisiologia e Anatomia. Ele ficou conhecido pela sua obra intitulada "The Integrative Action of the Nervous System", ou seja, "A Ação Integrada do Sistema Nervoso". Esse trabalho ofereceu um modelo de entendimento da maneira na qual o sistema nervoso central funciona para permitir a um organismo adaptar-se ao meio ambiente. Até então, acreditava-se que animais eram equipamentos mecânicos que transformavam estímulos sensoriais em resposta motora.
Pesquisas mais específicas determinaram que diferentes tipos de estímulos em uma área receptiva ou sensorial levam a respostas diferentes. Um desses estímulos possui intensidade e qualidade suficientes para disparar automaticamente reflexo de fuga ou de evasão da ameaça e dor.
Sherrington utilizou diferentes estilos de experimentos para descobrir que essa dor era uma reação nociceptiva e era sentida por receptores específicos denominados nociceptores.

## Localização dos Nociceptores
Os nociceptores são neurônios sensoriais que são encontrados em qualquer área do corpo humano que podem sentir dor tanto externamente quanto internamente.
Tem-se como exemplos de dor externa aquelas produzidas em tecidos como a pele, cujos estímulos são captados por nociceptores cutâneos. Presentes, também, na córnea e nas mucosas.
A dor interna é captada por nociceptores internos em uma variedade de órgãos como os músculos, tendões, juntas ou articulações, bexiga, intestino e ao longo do trato digestivo. Os corpos celulares dos neurônios sensoriais nociceptivos estão localizados tanto na raiz ganglionar dorsal quanto na cadeia ganglionar trigeminal. A cadeia ganglionar trigeminal é composta por nervos especializados da face enquanto que a raiz ganglionar dorsal está associada com o resto do corpo humano. Os axônios estendem-se na direção do sistema nervoso periférico. Os dendritos, por sua vez, ligam-se às zonas sensoriais.

## Desenvolvimento
Os nociceptores desenvolvem-se das células-tronco da crista neural que é um componente transitório ectodérmico localizado entre o tubo neural e a epiderme do embrião na formação do tubo neural que é responsável por grande parte dos desenvolvimentos recentes na evolução dos vertebrados. Mais especificamente, é responsável pelo desenvolvimento neural. As células-tronco da crista neural formam o tubo neural e os nociceptores crescem da parte dorsal desse tubo. Eles se formam mais tarde durante a neurogênese. Se eles fossem formados mais cedo, eles poderiam ser proprioceptores ou mecanoreceptores de baixo limiar os quais não são receptores capazes de captar dor. Então, o desenvolvimento dos nociceptores, mais tarde, na neurogênese, permite a eles capacidades sensoriais singulares. Todos os receptores embrionários expressam o fator de crescimento nervoso TrkA (NGF). No entanto, os fatores de transcrição que determinam o tipo do nociceptores permanece desconhecido para a ciência atual.
Seguindo a neurogênese sensorial, diferenciações ocorrem e dois diferentes tipos de nociceptores são formados os quais são classificados como peptidérgicos ou nonpeptidérgicos. Esse dois tipos de receptores expressam repertórios distintos de canais iônicos e receptores. Com a sua especialização, permitiu-se que os receptores enervassem diferentes locais tanto periféricos quanto centrais. Essa diferenciação ocorreu tanto no período peri quanto pós-natal. Os nociceptores nonpeptidérgicos desligam o fator de crescimento neural TrkA e iniciam a expressão do Ret que é um componente sinalizador transmembrana que permite a expressão de outro fator de crescimento (GDNF). Essa transição é assistida por Runx1 a qual tem provado ser vital no desenvolvimento dos nonpeptidérgico nociceptores. Ao contrário, os nociceptores peptidérgicos continuam utilizando TrkA e eles expressam um tipo completamente diferente de fator de crescimento. Várias pesquisas tem sido realizadas para determinar mais especificamente o que cria as diferenças entre os nociceptores.

## Tipos e Funções dos Nociceptores
O terminal periférico dos nociceptores maduros está onde os estímulos nocivos são detectados e transformados em energia elétrica. Quando a energia elétrica alcança um valor limite, ou seja, o limiar, um potencial de ação é induzido e dirige-se em direção do Sistema Nervoso Central (SNC). Isso leva a uma sucessão de eventos que permitem a consciência da dor. A especificidade sensorial dos nociceptores é estabelecida pelo alto limiar alcançado somente por alguns estímulos particulares.
Somente quanto altos limiares são alcançados por estímulos químicos, térmicos ou mecânicos do meio ambiente, os nociceptores são disparados. A maioria dos nociceptores são classificados pela modalidade do estímulo ambiental ao qual responde ou é sensível. Alguns nociceptores respondem a mais de um desses estímulos e são consequentemente designados como Nociceptores Polimodais. Outros nociceptores respondem a nenhuma dessas modalidades, embora eles possam responder a estímulos sob um estado inflamatório e receberam, por esse motivo, uma designação mais poética: Nociceptores Silenciosos ou Dormentes.
Os nociceptores possuem dois diferentes tipos de axônios. O primeiro são as fibras axoniais ADelta. Elas são mielinizadas e podem permitir um potencial de ação capaz de viajar na velocidade de aproximadamente 20 metros por segundo em direção ao SNC. O outro tipo, as fibras axoniais "C", é um condutor mais lento. Como resultado disso, a dor origina-se em duas fases. A primeira fase é mediada pelas fibras de rápida condução (fibras axoniais ADelta) e a segunda fase deve-se às fibras de condução lenta (fibras axoniais C). A dor associada às fibras de rápida condução (fibras axoniais ADelta) podem ser correlacionadas com uma dor inicial extremamente aguda e cruciante, ou seja, "uma pontada fortíssima". A segunda fase apresenta uma dor mais prolongada e menos intensa como resultado de um dano tecidual. Se houver uma quantidade maciça e prolongada de sinais nas fibras axoniais C, ocorre uma elevação progressiva de sinais na medula espinhal. Esse fenômeno é similar à tetania muscular mas é chamado "wind-up" o que poderia ser entendido como vibração (oscilação de corda musical). Se a vibração ocorre, tem-se a possibilidade de elevação da sensibilidade para a dor.

## Reações aos Estímulos Térmicos, Químico e Mecânicos
Os nociceptores térmicos são ativados por aquecimento ou resfriamento nocivos em várias temperaturas. Há específicos nociceptores transdutores que são responsáveis por como e se uma terminação nervosa específica responde a um estímulo térmico. O primeiro foi descoberto como TRPV1 e possui um limiar que coincide com a temperatura de aquecimento que gera dor de 42 °C. Outra temperatura de aquecimento é mediada por mais de um canal TRP. Cada um desses canais expressa um domínio particular de fibras axoniais C que corresponde a uma sensação de aquecimento de alerta. A interação entre todos esses canais e como o nível de temperatura é determinado como sendo inferior ao do limiar de dor ainda é desconhecido para a ciência atual. O estímulo de resfriamento e sentido por canais TRMP8. Esse domínio particular de fibras axoniais C difere das sensoras de aquecimento TRPs. Embora esses canais respondam a estímulos de resfriamento, ainda não foi elucidado como isso também contribui para a detecção da intensidade do resfriamento. Um achado interessante relacionado ao estímulo do resfriamento é que a sensibilidade tactil e a função motora deteriora enquanto a percepção de dor persiste.
Nociceptores mecânicos respondem a pressões excessivas ou deformações mecânicas. Eles também responde à incisões que rompem a superfície da pele. A reação a esse estímulo é processada com dor pelo córtex cerebral da mesma forma como são processadas as respostas à estímulos químicos e térmicos. Muitas vezes, os nociceptores mecânicos possuem características polimodais. Então, é possível que alguns dos transdutores para estímulos térmicos sejam os mesmos para estímulos mecânicos. Isso também é válido para os estímulos químicos, desde o aparecimento do TRPA1 para detectar tanto mudanças mecânicas quanto químicas.
Nociceptores químicos possuem canais TRP que respondem a uma ampla variedade de pimentas utilizadas na cozinha. A que parece ter a maior resposta e vem sendo amplamente testada é a Capsaicina. Outro estimulante químico são os irritantes presentes no meio ambiente como a acrolein utilizada na Primeira Guerra Mundial como arma química também presente na fumaça dos cigarros. Apesar desses estimulantes externos, os nociceptores químicos possuem a capacidade de detectar substâncias endógenas e certos ácidos graxos e aminas que surgem de mudanças em tecidos internos. Como os nociceptores térmicos, TRPV1 pode detectar compostos químicos como a capsaicina e toxinas provenientes de aracnídeos.
Considerando todos os nociceptores, diferenças são observadas na transdução desde como respondem somente a certos limiares. Alguns nociceptores não respondem nem a estímulos químicos, térmicos ou mecânicos. Eles não respondem a menos que uma injúria realmente ocorra. Eles são tipicamente denominados de Nociceptores Silenciosos ou Dormentes em virtude da sua resposta ocorrer somente em condições de inflamação tecidual.

## O Caminho ou Trajetória do Estímulo
Fibras nociceptivas aferentes (aferente: da periferia para o centro, ou seja, que enviam informação para o cérebro) viajam para a medula espinhal onde formam sinapses na borda dorsal. Essas fibras nociceptivas localizadas na periferia são a primeira sequência de neurônios. As células da borda dorsal da medula espinhal são divididas em camadas fisiológicas distintas chamadas de lâminas. Diferentes tipos de fibras formam sinapses em diferentes camadas. Fibras ADelta foram sinapses nas lâminas I e V enquanto as fibras axoniais C conectam-se aos neurônios na lâmina II; fibras ABeta conectam-se com a lâmina I, III e V.
Depois de encontrarem a lâmina específica no interior da medula espinhal, a primeira sequência nociceptiva projeta-se para a segunda sequência de neurônios e cruza a linha média. A segunda sequência de neurônios envia sua informação por dois caminhos para o tálamo: a coluna dorsal, sistema medial-lemniscal e sistema ântero-lateral. O primeiro é reservado para dor moderada regular, enquanto o lateral é reservado para sensação de dor. Ao atingir o tálamo, a informação é processada no núcleo ventral posterior e enviado para o córtex cerebral no cérebro. Como se trata de um caminho ascendente para o cérebro que inicia a realização da consciência da dor, há também um caminho descendente que modula a ação sensorial da dor. O cérebro pode requisitar a liberação de hormônios específicos ou substâncias químicas que possuem efeito analgésico o qual pode reduzir ou inibir a sensação de dor. A área do cérebro que pode liberar algumas dessas substâncias ou hormônios é o hipotálamo.

## Sensibilidade dos Nociceptores
Os neurônios nociceptivos são modulados por uma larga variedade de mediadores no espaço extra celular. A sensibilização periférica representa uma forma de plasticidade funcional do nociceptor o qual pode mudar de um simples detector de estímulos nocivos para detectar um estímulo não-nocivo. O resultado é que um estímulo de baixa intensidade de uma atividade regular, inicia uma sensação dolorosa. Isso é conhecido como hiperalgesia. A inflamação é uma comum causa que resulta em sensibilização dos nociceptores. Normalmente, a hiperalgesia cessa quando a inflamação desaparece. No entanto, algumas vezes, defeitos genéticos e/ou injúrias repetidas podem resultar em "alodinia" (significa "outra dor", é uma resposta exagerada para um estímulo completamente não-nocivo que pode ser estático ou mecânico como toque leve causando extrema dor. A "alodinia" pode ser causada quando um nociceptor é danificado nos nervos periféricos. Isso pode resultar em deaferenciação, ou seja, desenvolvimento de diferentes processos centrais do nervo aferente sobrevivente. Nessa situação, o axônio da raiz dorsal sobrevivente do nociceptor pode fazer contato com a medula espinhal mudando, então, a transmissão dos sinais.